# Dilettant
Dilettant (fra italiensk: dilettare, glæde (sig), nyde, egentligt en som nyder) er oprindeligt en italiensk betegnelse på en aristokrat som engagerer sig i videnskab, kunst, kultur, litteratur og andre interesser som tidsfordriv; sammenlign med en amatør som fusker med et fag uden at have sagkundskab. Gennem renæssancen og oplysningstiden har dilettanter haft stor betydning både som mæcener og tænkere.
Christian IV elskede kunst og musik, og blev en mæcen for både danske og udenlandske musikere.
Dagens betydning på dansk er hovedsagelig den samme som for ordet amatør, der har en tydelig nedsættende betydning: en som fusker i faget, en forfatter som i stil og tankegang er ubehjælpelig, overfladisk.

## Berømte dilettanter
- Beaumarchais
- James Bradley
- Albert Einstein
- Benjamin Franklin
- Goethe
- Otto von Guericke
- Wilhelm Herschel
- Antoni van Leeuwenhoek
- Gregor Mendel
- Joseph Priestley
- Heinrich Schliemann
- Carl Friedrich Zelter